# Лакиброво
Лакиброво — деревня в Петушинском районе Владимирской области России, входит в состав Нагорного сельского поселения.
Деревня называлась «Латиброво» по данным издания «Списки населенных мест Российской Империи», 1863 год, или «Лакиборово» по данным издания «Список населённых мест Владимирской губернии», 1905 года, или «Латибирова» на картах А. И. Менде XIX века.

## География
Деревня расположена на берегу реки Шередарь в 18 км на север от города Покров и в 34 км на северо-запад от райцентра города Петушки.

## История
По данным на 1860 год деревня принадлежит Наталье Ивановне Черкасовой.
В конце XIX — начале XX века деревня входила в состав Овчининской волости Покровского уезда, с 1921 года — в составе Александровского уезда. В 1859 году в деревне числилось 43 двора, в 1905 году — 52 двора, в 1926 году — 59 дворов.
С 1929 года деревня являлась центром Лакибровского сельсовета Киржачского района, с 1940 года — в составе Овчининского сельсовета, с 1945 года — в составе Покровского района, с 1954 года — в составе Панфиловского сельсовета, с 1960 года в составе Петушинского района, с 2005 года — в составе Нагорного сельского поселения.

## Население
| 1859 | 1905 | 1926 | 2002 | 2010 | 2021 |
| ---- | ---- | ---- | ---- | ---- | ---- |
| 223  | ↗305 | ↘256 | ↘0   | ↗7   | ↘1   |